# Radoviči
Radoviči – wieś w Słowenii, w gminie Metlika. W 2018 roku liczyła 96 mieszkańców.